# 435P/PANSTARRS
435P/PANSTARRS è una cometa periodica appartenente alla famiglia delle comete della fascia principale; la cometa è stata scoperta il 2 ottobre 2021 ma già all'annuncio della scoperta erano state trovate immagini risalenti al 2002  ossia a quattro passaggi al perielio prima, fatto che ha permesso di numerare la cometa già poche settimane dopo la scoperta .